# Jean Sirinelli
Jean Augustin Sirinelli (* 12. Mai 1921 in Ville-di-Paraso, Département Haute-Corse; † 14. September 2004 in Paris) war ein französischer Gräzist, hoher Beamter in der Verwaltung des französischen Bildungswesens und von 1974 bis 1990 Professor an der Universität Paris IV.

## Leben
Sirinelli stammte aus einer Familie von Grundschullehrern auf Korsika. Nach dem Besuch des Lycée Henri IV in Paris, dem Baccalauréat (Abitur) 1939 und den geisteswissenschaftlichen Vorbereitungsklassen (eine hypokhâgne in Rennes und eine khâgne in Paris) wurde er 1941 in die École normale supérieure, rue d’Ulm in Paris aufgenommen und schloss mit einer licence ès lettres ab.
Er bestand 1945 die Agrégation (Staatsprüfung für das höhere Lehramt) im Fach Lettres (Sprachen und Literaturen) als drittbester seines Jahrgangs und wurde zum Lehrer am Lycée in Reims ernannt. Von 1946 bis 1948 war er Französischlehrer am Institut français in Bukarest, 1948/1949 Referent im französischen Außenministerium. Er lehrte 1949/1950 als Hochschulassistent für griechische Literatur an der Universität Rennes, von 1950 bis 1953 in gleicher Position an der Universität Paris (Sorbonne) und sieben Jahre lang als agrégé-répétiteur (Leiter von Akademischen Übungen) an der École normale supérieure. Von 1959 bis 1962 war er Maître de conférences (Dozent) an der Universität Dakar, Senegal. 1961 erwarb er an der Universität Paris das doctorat d’État (entspricht etwa einer Habilitation) mit einer Arbeit über Die historischen Ansichten des Eusebius von Caesarea während der pränizänischen Zeit.
Von 1962 bis 1967 war er Beauftragter für die französischen Lehrer im Ausland im Außenministerium. 1967 wurde er Rektor der Académie (regionale Bildungsbehörde) von Limoges. Von 1968 bis 1970 war er Generaldirektor für Hochschulbildung, von 1970 bis 1972 stellvertretender Direktor für Hochschulbildung und Forschung im Ministerium für nationale Bildung, 1972/1973 war er Rektor der Académie von Versailles.
1974 wurde er zum Professor für griechische Literatur an der Universität Paris IV (université Paris-Sorbonne) ernannt. Die Emeritierung erfolgte 1990. Von 1979 bis 1996 war er zudem Präsident der französischen Kommission bei der UNESCO.
Sirinelli veröffentlichte umfangreiche Monographien zu Eusebius von Caesarea, zur hellenistischen, kaiserzeitlichen und spätantiken griechischen Literatur und zu Plutarch.
Sirinelli wurde zum Commandeur des Ordre des Palmes Académiques und des Ordre national du Mérite sowie zum Offizier der Légion d’Honneur ernannt.
Der Historiker Jean–François Sirinelli (* 1949) ist sein Sohn.

## Schriften (Auswahl)
- Les vues historiques d’Eusèbe de Césarée durant la période prénicéenne. Dakar, Université de Dakar, Faculté des lettres et sciences humaines, 1961.
- Les enfants d’Alexandre : la littérature et la pensée grecques, 331 av. J.-C. – 519 ap. J.-C. Fayard, Paris 1993, ISBN 2-213-03158-4.
- Plutarque de Chéronée : un philosophe dans le siècle. Fayard, Paris 2000, ISBN 2-213-60371-5.